# Suctobelbella trichosa
Suctobelbella trichosa är en kvalsterart som beskrevs av Bayoumi 1979. Suctobelbella trichosa ingår i släktet Suctobelbella och familjen Suctobelbidae. Inga underarter finns listade i Catalogue of Life.